# مركز الخليج التخصصي للسكر
مركز الخليج التخصصي للسكر هو مركز طبي يقع في المنامة بمملكة البحرين. يقوم في المقام الأول بعلاج مرض السكري ومضاعفاته. العيادات الخارجية توفر برامج الوقاية من مرض السكري والتثقيف والعلاج لمرضى السكري وعائلاتهم. تشمل المرافق مجموعة من المهام بما في ذلك إدارة وعلاج الكبار ومرض السكري لدى الأطفال واضطرابات الاستقلاب. افتتح مركز تحت رعاية رئيس وزراء البحرين خليفة بن سلمان بن حمد آل خليفة.
وفقا لمدير المركز الطبي فقد انخفض معدل السكري في البحرين في عام 2011 إلى 19.9%.

## التخصصات
- مرض السكري، أمراض الغدد الصماء و هشاشة العظام،
- علم الأعصاب
- الطب الباطني
- علاج العائلة

## نطاق الرعاية
- مرض السكري الكبار والغدد الصماء اضطرابات
- سكري الحمل
- الغدة الدرقية و فرط نشاط الدرق / مرض جريفز
- عقيدات الغدة الدرقية والسرطان
- اضطرابات الغدة الدرقية
- اضطرابات الغدة النخامية وأورام الغدة النخامية
- اضطرابات الكالسيوم
- لين وهشاشة العظام
- العناية بالقدم
- نقص الفيتامينات
- اضطرابات الدهون
- ارتفاع ضغط الدم
- السمنة واضطرابات الوزن
- قصور الغدد التناسلية و التثدي
- متلازمة المبيض المتعدد الكيسات
- كثرة الشعر
- اضطرابات وأورام الغدد الكظرية
- الضعف الجنسي

## تسهيلات خاصة
- الأشعة وقياس كثافة العظام
- مختبر
- علاج الأرجل
- صيدلية
- تعليم مرض السكري
- ممارسة علم وظائف الأعضاء (الجيمنازيوم).
[2]